# Patinatge artístic als Jocs Olímpics d'hivern de 2002 - Dansa
Als Jocs Olímpics d'Hivern de 2002 celebrats a la ciutat de Salt Lake City (Estats Units) es disputà una prova de patinatge artístic sobre gel en categoria mixta per parelles en la modalitat de dansa que formà part del programa oficial dels Jocs.
La competició se celebrà entre els dies 15 i 18 de febrer de 2002 a les instal·lacions del Delta Center.

## Comitès participants
Hi participaren un total de 48 patindors de 16 comitès nacionals diferents.
| - Alemanya (2) - Azerbaidjan (2) - Canadà (4) - Corea del Sud (2) - Estats Units (4) - França (4) - Israel (4) - Itàlia (4) |  | - Lituània (2) - Polònia (2) - Regne Unit (2) - Txèquia (2) - Rússia (4) - Suïssa (2) - Ucraïna (4) - R.P. de la Xina (4) |

## Resum de medalles
| Or                                        | Argent                                 | Bronze                                         |
| França Marina Anissina · Gwendal Peizerat | Rússia Irina Lobacheva · Ilia Averbukh | Itàlia Barbara Fusar Poli · Maurizio Margaglio |

## Resultats

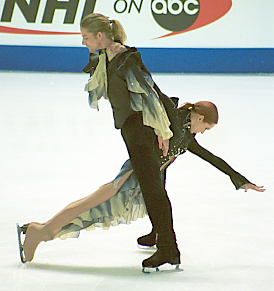
Imatge de Marina Anissina i Gwendal Peizerat.

| Posició | Nom                                     | CON             | Points | DO1 | DO2 | PC | DL |
| ------- | --------------------------------------- | --------------- | ------ | --- | --- | -- | -- |
| 1       | Marina Anissina / Gwendal Peizerat      | França          | 2.0    | 1   | 1   | 1  | 1  |
| 2       | Irina Lobacheva / Ilia Averbukh         | Rússia          | 4.0    | 2   | 2   | 2  | 2  |
| 3       | Barbara Fusar Poli / Maurizio Margaglio | Itàlia          | 6.0    | 3   | 3   | 3  | 3  |
| 4       | Shae-Lynn Bourne / Victor Kraatz        | Canadà          | 8.0    | 4   | 4   | 4  | 4  |
| 5       | Margarita Drobiazko / Povilas Vanagas   | Lituània        | 10.0   | 5   | 5   | 5  | 5  |
| 6       | Galit Chait / Sergei Sakhnovski         | Israel          | 12.0   | 6   | 6   | 6  | 6  |
| 7       | Albena Denkova / Maxim Staviyski        | Bulgària        | 14.0   | 7   | 7   | 7  | 7  |
| 8       | Kati Winkler / Rene Lohse               | Alemanya        | 16.0   | 8   | 8   | 8  | 8  |
| 9       | Elena Grushina / Ruslan Goncharov       | Ucraïna         | 19.0   | 10  | 10  | 10 | 9  |
| 10      | Tatiana Navka / Roman Kostomarov        | Rússia          | 19.0   | 9   | 9   | 9  | 10 |
| 11      | Naomi Lang / Peter Tchernyshev          | Estats Units    | 22.2   | 12  | 11  | 11 | 11 |
| 12      | Marie-France Dubreuil / Patrice Lauzon  | Canadà          | 23.8   | 11  | 12  | 12 | 12 |
| 13      | Sylwia Nowak / Sebastian Kolasinski     | Polònia         | 26.0   | 13  | 13  | 13 | 13 |
| 14      | Eliane Hugentobler / Daniel Hugentobler | Suïssa          | 28.4   | 15  | 15  | 14 | 14 |
| 15      | Marika Humphreys / Vitali Baranov       | Regne Unit      | 30.4   | 16  | 16  | 15 | 15 |
| 16      | Isabelle Delobel / Olivier Schoenfelder | França          | 31.2   | 14  | 14  | 16 | 16 |
| 17      | Kristin Fraser / Igor Lukanin           | Azerbaidjan     | 34.6   | 17  | 17  | 18 | 17 |
| 18      | Federica Faiella / Massimo Scali        | Itàlia          | 35.4   | 18  | 18  | 17 | 18 |
| 19      | Natalia Gudina / Alexei Beletsky        | Israel          | 38.0   | 19  | 19  | 19 | 19 |
| 20      | Katarina Kovalova / David Szurman       | Txèquia         | 40.4   | 21  | 21  | 20 | 20 |
| 21      | Julia Golovina / Oleg Voiko             | Ucraïna         | 43.4   | 22  | 22  | 21 | 22 |
| 22      | Zhang Weina / Cao Xianming              | R.P. de la Xina | 44.0   | 23  | 23  | 23 | 21 |
| 23      | Beata Handra / Charles Sinek            | Estats Units    | 44.2   | 20  | 20  | 22 | 23 |
| 24      | Yang Tae-Hwa / Lee Chuen-Gun            | Corea del Sud   | 48.0   | 24  | 24  | 24 | 24 |